# Трубопровід гірський
Трубопровід гірський (рос. трубопровод горный; англ. mountain pipelin; нім. Bergrohrleitung f) – трубопровід, який споруджуються на дуже пересіченій місцевості, що характеризується чергуванням крутих піднять і спусків, наявністю ділянок з поздовжніми і поперечними нахилами рельєфу (косогорів). У залежності від крутості нахилів і їх розташування прокладають підземні і наземні гірські трубопроводи, а в особливо складних випадках їх споруджують у тунелях.